# Ігнасіо Андраде
Ігнасіо Андраде Троконіс (ісп. Ignacio Andrade Troconis; 1839–1925) — політичний діяч, генерал, 36-й президент Венесуели у 1898—1899 роках.

## Біографія
Народився 31 липня 1839 року в родині генерала Хосе Андраде.

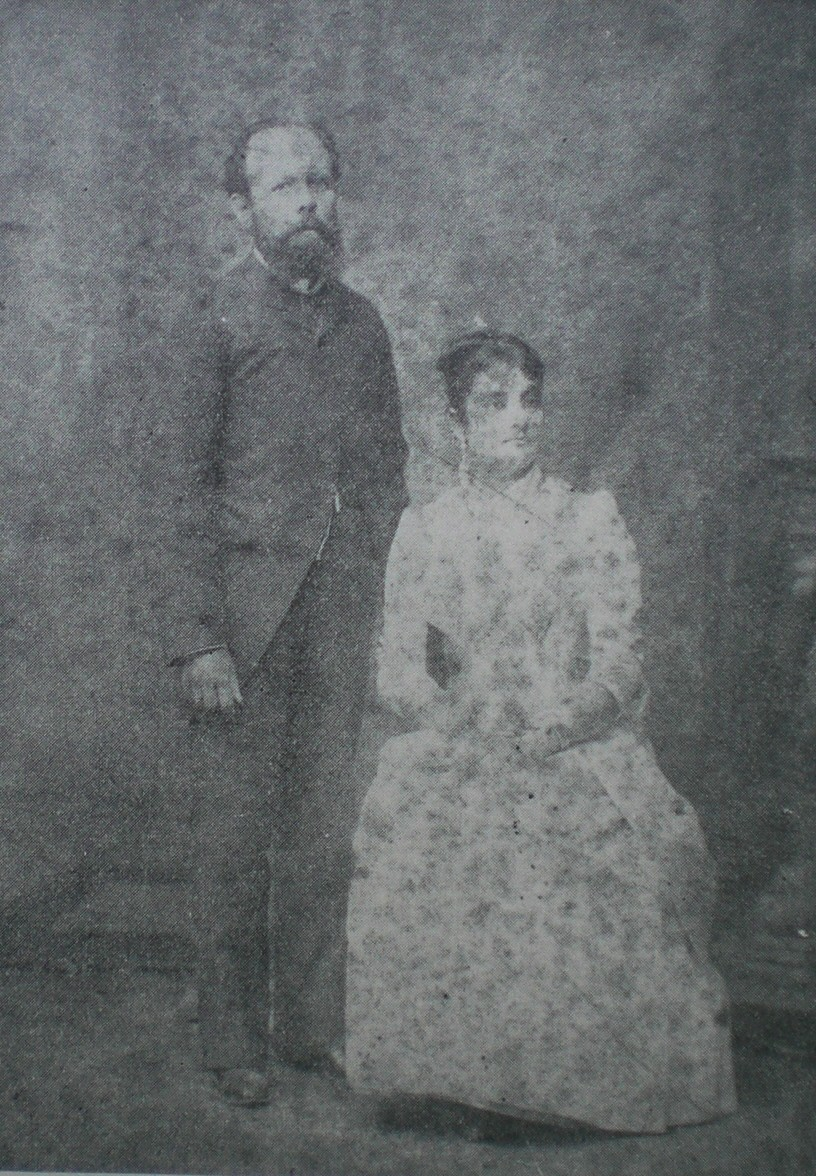
Андраде з дружиною

Після здобуття військової освіти деякий час був сенатором від штату Фалькон, потім губернатором Каракаса, після чого отримав портфель міністра освіти Венесуели. 1897 року від штату Міранда був висунутий кандидатом на пост президента Венесуели, на яких хоч і здобув перемогу, проте багато хто був переконаний, що ця перемога прийшла до нього шляхом шахрайства та махінацій.
Скориставшись народним невдоволенням, спритний погонич мулів Чипріано Кастро 1899 року підбурив повстання проти президента Андраде й вирушив на Каракас. Коли він був під самим містом, Андраде відмовився від влади; Кастро увійшов до столиці, проголосивши себе правителем, і країна на три страшних роки була поглинена громадянською війною.
Андраде був депортований з країни та оселився в Пуерто-Рико. 1903 року йому було дозволено повернутись на батьківщину, де він став на службу режимові Хуана Вісенте Гомеса (який усунув від влади Кастро, поки той лікувався від сифілісу у Франції) на постах міністрів закордонних справ (1916—1917) та внутрішніх справ (1917—1922).
Помер 17 лютого 1925 року у Варгасі.